# أنقليس ثعباني ذو أسنان رخامية
أنقليس ثعباني ذو أسنان رخامية (الاسم العلمي: Pisodonophis daspilotus) هو نوع من الأسماك، يتبع فصيلة الأنقليس الثعباني.